# (255) Oppavia
(255) Oppavia – planetoida z pasa głównego asteroid okrążająca Słońce w ciągu 4 lat i 201 dni w średniej odległości 2,75 j.a. Została odkryta 31 marca 1886 roku w Obserwatorium Uniwersyteckim w Wiedniu przez Johanna Palisę. Nazwa planetoidy pochodzi od łacińskiej nazwy czeskiego miasta Opawa, gdzie urodził się odkrywca, należącego ówcześnie do Austro-Węgier.